# همایون کاویانی دهکردی
همایون کاویانی دهکردی (نام مستعار: کاوه)(تولد ۱۳۱۶شهرکرد) از بازجویان ساواک در کمیته مشترک ضد خرابکاری بود.
کاویانی دهکردی با درجه سرگردی در واحد چتربازی ارتش خدمت می‌کرد تا اینکه در تاریخ ۹ آذر ۱۳۵۰ از بخش ضداطلاعات ارتش به ساواک منتقل شد. ابتدا در اداره هشتم بازجو بود و بعد به اداره سوم منتقل و در کمیته مشترک ضد خرابکاری مشغول به کار شد. در کمیته، او ابتدا رئیس بخش بود و سپس معاون اداره گردید. او همچنین سابقه کار در اداره کل چهارم، سوم و شش، بازجوی متخصص، کارمند بخش چهار عملیات ویژه، رئیس بخش پنجم بازجویی، رئیس اداره اطلاعاتی کمیته مشترک ضد خرابکاری نیز داشت. او پس از انقلاب ۱۳۵۷، از ایران گریخت.

## تصاویر

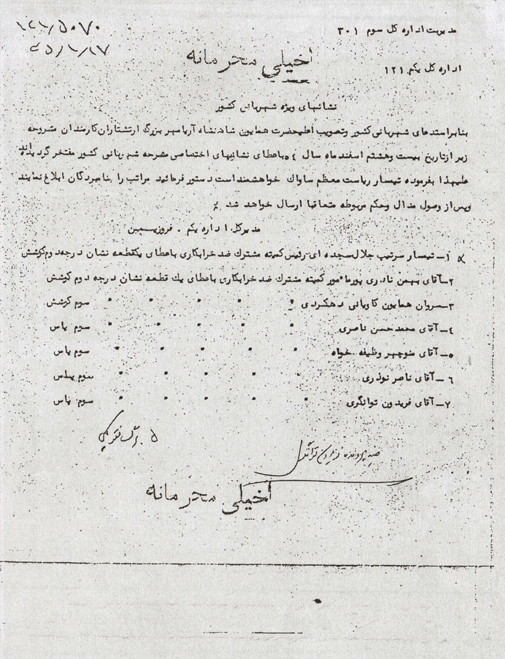
درخواست اعطای نشان افتخار به کارمندان ساواک